# Kolë Berisha
Kolë Berisha (ur. 26 października 1947 w Dobërdolu, zm. 29 sierpnia 2021 w Prisztinie) – kosowski polityk, przewodniczący Zgromadzenia Kosowa od marca 2006 do stycznia 2008.

## Życiorys
Kolë Berisha ukończył studia w zakresie prawa na Uniwersytecie w Prisztinie. Był żonaty, miał dwoje dzieci.
W 1998 objął stanowisko wiceprzewodniczącego Demokratycznej Ligi Kosowa, partii politycznej opowiadającej się za niepodległością Kosowa. Przed zaangażowaniem się w politykę, był wykładowcą w szkole wyższej im. Luigja Gurakuqi w mieście Klina.